# Ферьер-ле-Се
Ферье́р-ле-Се (фр. Ferrières-lès-Scey) — коммуна во Франции, находится в регионе Франш-Конте. Департамент — Верхняя Сона. Входит в состав кантона Се-сюр-Сон-э-Сент-Альбен. Округ коммуны — Везуль.
Код INSEE коммуны — 70232.

## География
Коммуна расположена приблизительно в 310 км к юго-востоку от Парижа, в 50 км севернее Безансона, в 12 км к западу от Везуля.
Вдоль южной границы коммуны протекает река Сона.

## Население
Население коммуны на 2010 год составляло 149 человек.
| 1962 | 1968 | 1975 | 1982 | 1990 | 1999 | 2010 |
| ---- | ---- | ---- | ---- | ---- | ---- | ---- |
| 125  | 107  | 107  | 123  | 142  | 140  | 149  |

## Экономика
В 2010 году среди 101 человека трудоспособного возраста (15—64 лет) 74 были экономически активными, 27 — неактивными (показатель активности — 73,3 %, в 1999 году было 70,8 %). Из 74 активных жителей работали 70 человек (39 мужчин и 31 женщина), безработных было 4 (2 мужчины и 2 женщины). Среди 27 неактивных 9 человек были учениками или студентами, 10 — пенсионерами, 8 были неактивными по другим причинам.

## Фотогалерея

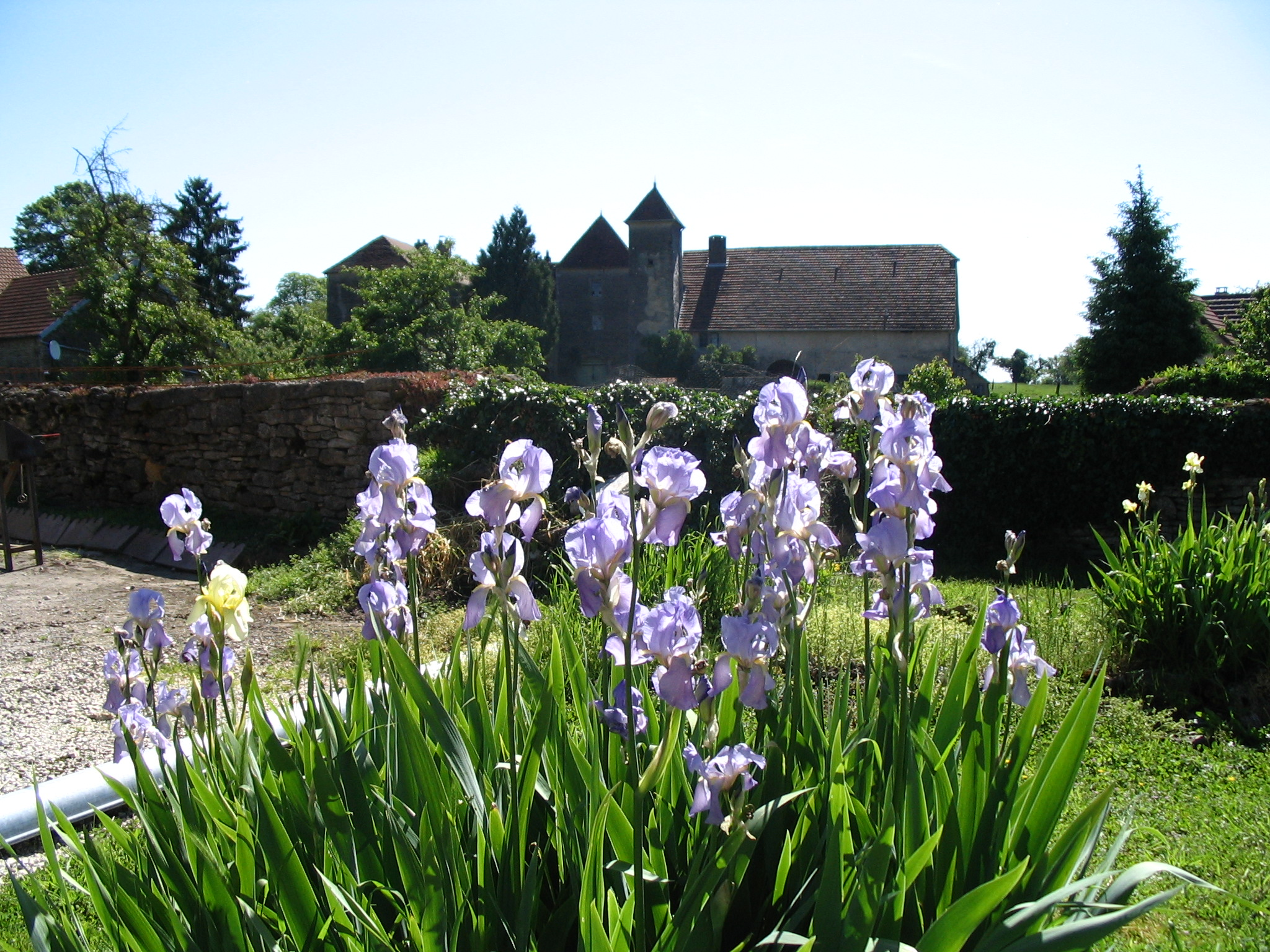
Замок Ферьер-ле-Се
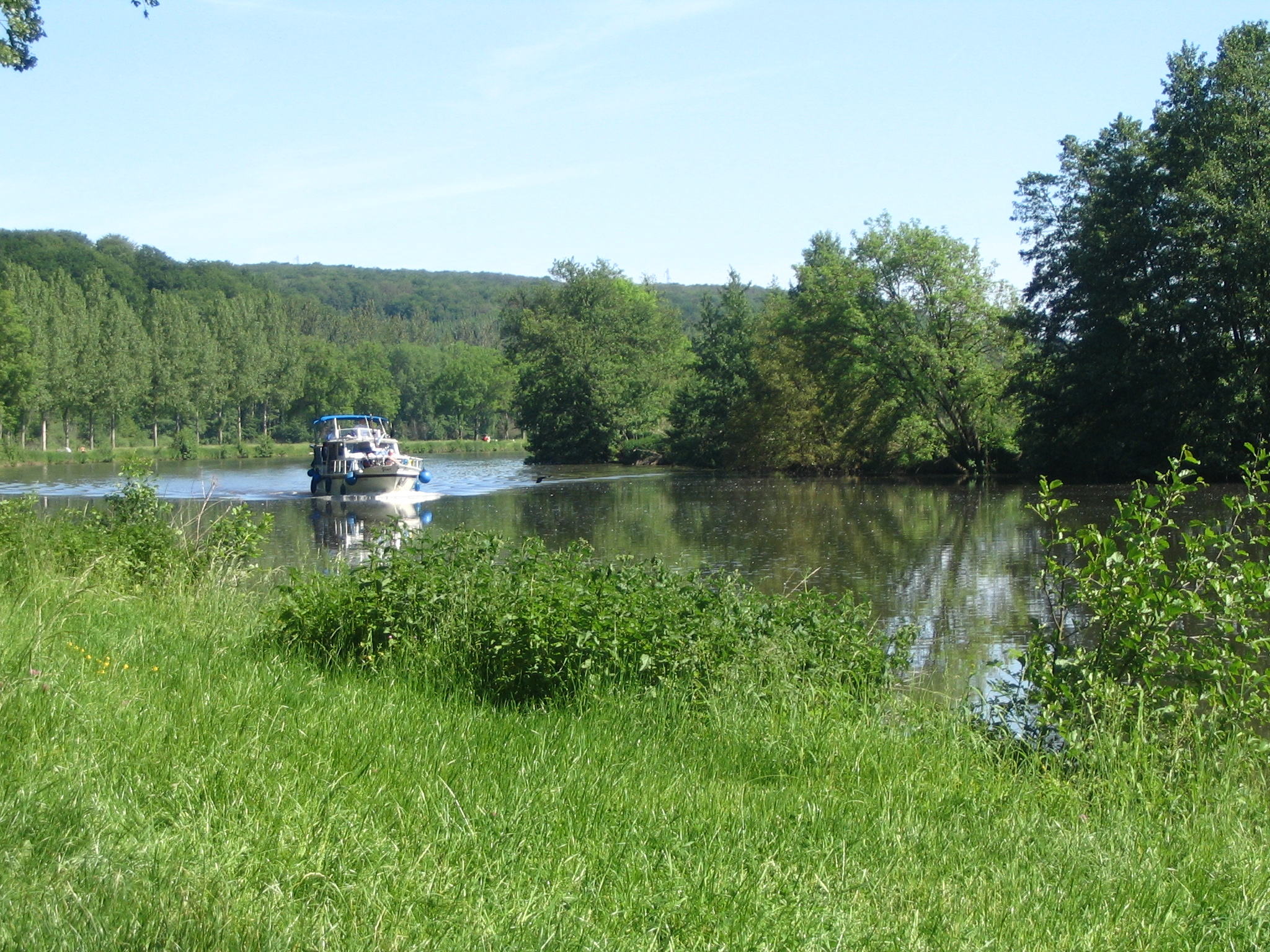
Река Сона
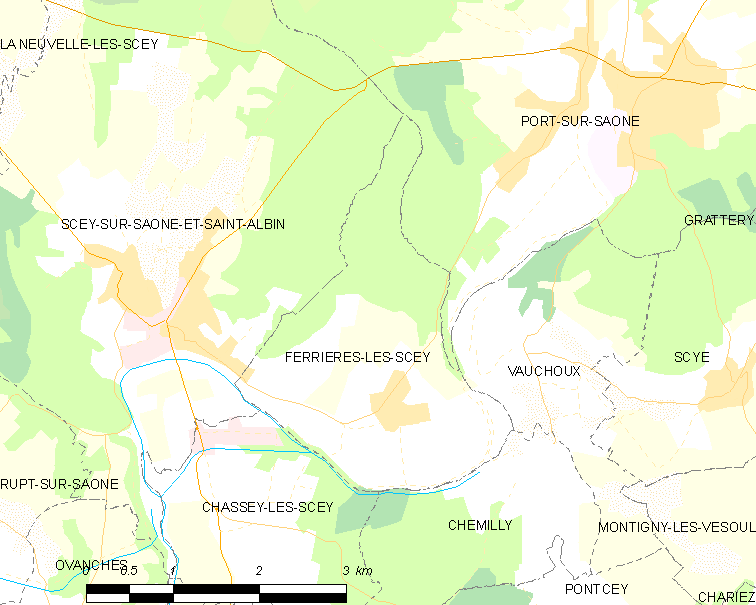
Карта коммуны